# Bird (pel·lícula de 2024)
Bird és una pel·lícula dramàtica del 2024 escrita i dirigida per Andrea Arnold i protagonitzada per Nykiya Adams, Barry Keoghan i Franz Rogowski. S'ha subtitulat al català.
La pel·lícula es va exhibir per primer cop al 77è Festival de Cannes el 16 de maig de 2024. Es va estrenar als cinemes als Estats Units i al Regne Unit a càrrec de Mubi el 8 de novembre de 2024.
Keoghan es va incorporar al projecte el maig de 2023 després de deixar el repartiment de l'èpica Gladiator II de Ridley Scott. Aquell mateix mes es va revelar que Franz Rogowski estava en converses per unir-se al repartiment.
El repartiment principal va tenir lloc al sud d'Anglaterra amb llocs de rodatge com Gravesend, Dartford, Ashford i Bean el juny de 2023. El juliol de 2023 es va rodar a l'illa de Sheppey. Robbie Ryan va exercir com a director de fotografia.